# Кривенківське
Кривенківське — село в Туапсинському районі Краснодарського краю. У складі Георгіївського сільського поселення.
Населення — 2,9 тис. осіб (1999). 
Село Кривенківське розташовано в басейні річки Туапсе, за 23 км на північний схід від міста Туапсе. Вище по річці знаходиться селище Індюк, нижче — Кірпічне. 
Село отримало своє ім'я по станції Кривенківська Армавіро-Туапсинської залізниці, яка у свою чергу була названа на честь одного з акціонерів, — Кривенко Олександра Миколайовича.